# Jack Goodhue
Elias Jack Goodhue (Whangarei, 13 de junio de 1995) es un jugador neozelandés de rugby que se desempeña como centro y juega en los Crusaders, franquicia del Super Rugby. Es internacional con los All Blacks desde 2018.

## Selección nacional
Representó a los Baby Blacks en 2015, compitiendo en el Campeonato Mundial y consagrándose campeón de Italia 2015.
Steve Hansen lo convocó a los All Blacks para disputar los test matches de mitad de año 2018 y debutó contra Les Bleus, fue su único partido de la ventana. Goodhue le ganó la titularidad a Anton Lienert-Brown y mantuvo su puesto para los test matches de fin de año 2018.
En total lleva 7 partidos jugados y 10 puntos marcados, productos de dos tries.

## Palmarés
- Campeón de The Rugby Championship de 2018.
- Campeón del Super Rugby de 2017, 2018 y 2019
- Campeón de la Mitre 10 Cup de 2015 y 2016.